# Ober- und Unterburg Neibsheim
Die Ober- und Unterburg Neibsheim sind zwei abgegangene Burgen (Schlösser) in und bei dem Ortsteil Neibsheim der Stadt Bretten im Landkreis Karlsruhe in Baden-Württemberg.

## Oberburg Neibsheim
Die Oberburg Neibsheim war eine Höhenburg und wurde von den Herren von Neibsheim vermutlich um 1300 bis 1400 nördlich des Dorfes Neibsheim an der Stelle des Schlossbuckels erbaut. Die Burg wurde 1397 erwähnt. Von der ehemaligen Burganlage ist nichts erhalten.

## Unterburg Neibsheim
Die Unterburg Neibsheim, auch Wasserschloss Neibsheim genannt, war eine Wasserburg links des Neibsheimer Dorfbachs bei der heutigen Straße  „Schafgraben“ im Ort Neibsheim. 
Die Wasserburg wurde von den Herren von Neibsheim erbaut, späterer Besitzer war Eitel Schelm von Bergen. Das Schloss brannte 1490 ab und die Reste wurden 1840 abgetragen. Von der ehemaligen Burganlage ist nichts erhalten. 